# Campionati europei di ciclismo su pista 2020 - Velocità a squadre femminile
La velocità a squadre femminile ai Campionati europei di ciclismo su pista 2020 si svolse l'11 novembre 2020 presso il velodromo Kolodruma di Plovdiv, in Bulgaria.

## Podio
| Pos.    | Atleta                                              | Nazionalità   |
| ------- | --------------------------------------------------- | ------------- |
| Oro     | Anastasia Voynova Dar'ja Šmelëva Ekaterina Rogovaya | Russia        |
| Argento | Millicent Tanner Lauren Bate Lusia Steele           | Gran Bretagna |
| Bronzo  | Liubov Basova Olena Starikova Oleksandra Lohviniuk  | Ucraina       |

## Risultati

### Qualifiche
Il miglior tempo gareggia in semifinale con il quarto tempo, il secondo tempo con il terzo.
| Posizione | Atlete                                              | Nazione       | Tempo  | Gap    | Note |
| --------- | --------------------------------------------------- | ------------- | ------ | ------ | ---- |
| 1         | Anastasia Voynova Dar'ja Šmelëva Ekaterina Rogovaya | Russia        | 47.649 |        |      |
| 2         | Millicent Tanner Lauren Bate Lusia Steele           | Gran Bretagna | 48.646 | +0.997 |      |
| 3         | Liubov Basova Olena Starikova Oleksandra Lohviniuk  | Ucraina       | 49.981 | +2.332 |      |
| 4         | Sara Kankovska Petra Ševčiková Veronika Jabornikova | Rep. Ceca     | 52.005 | +4.356 |      |

### Semifinali
I vincitori di ogni batteria si qualificano alla finale per l'oro, i perdenti a quella per il bronzo 
| Posizione          | Atlete                                              | Nazione       | Tempo  | Gap    | Note |
| ------------------ | --------------------------------------------------- | ------------- | ------ | ------ | ---- |
| prima semifinale   |                                                     |               |        |        |      |
| 1                  | Anastasia Voynova Dar'ja Šmelëva Ekaterina Rogovaya | Russia        | 47.240 |        | Q    |
| 2                  | Sara Kankovska Petra Ševčiková Veronika Jabornikova | Rep. Ceca     | 52.051 | +4,811 | q    |
| seconda semifinale |                                                     |               |        |        |      |
| 1                  | Millicent Tanner Blaine Ridge-Davis Lusia Steele    | Gran Bretagna | 48.116 |        | Q    |
| 2                  | Liubov Basova Olena Starikova Oleksandra Lohviniuk  | Ucraina       | 49.061 | +0,945 | q    |

### Finali
| Classifica           | Atlete                                              | Nazione       | Tempo  | Gap    |
| -------------------- | --------------------------------------------------- | ------------- | ------ | ------ |
| Finale per l'oro     |                                                     |               |        |        |
| 1                    | Anastasia Voynova Dar'ja Šmelëva Ekaterina Rogovaya | Russia        | 46.852 |        |
| 2                    | Millicent Tanner Lauren Bate Lusia Steele           | Gran Bretagna | 48.531 | +1.679 |
| Finale per il bronzo |                                                     |               |        |        |
| 3                    | Liubov Basova Olena Starikova Oleksandra Lohviniuk  | Ucraina       | 49.296 |        |
| 4                    | Sara Kankovska Petra Ševčiková Veronika Jabornikova | Rep. Ceca     | 51.789 | +2.493 |